# 名取春仙

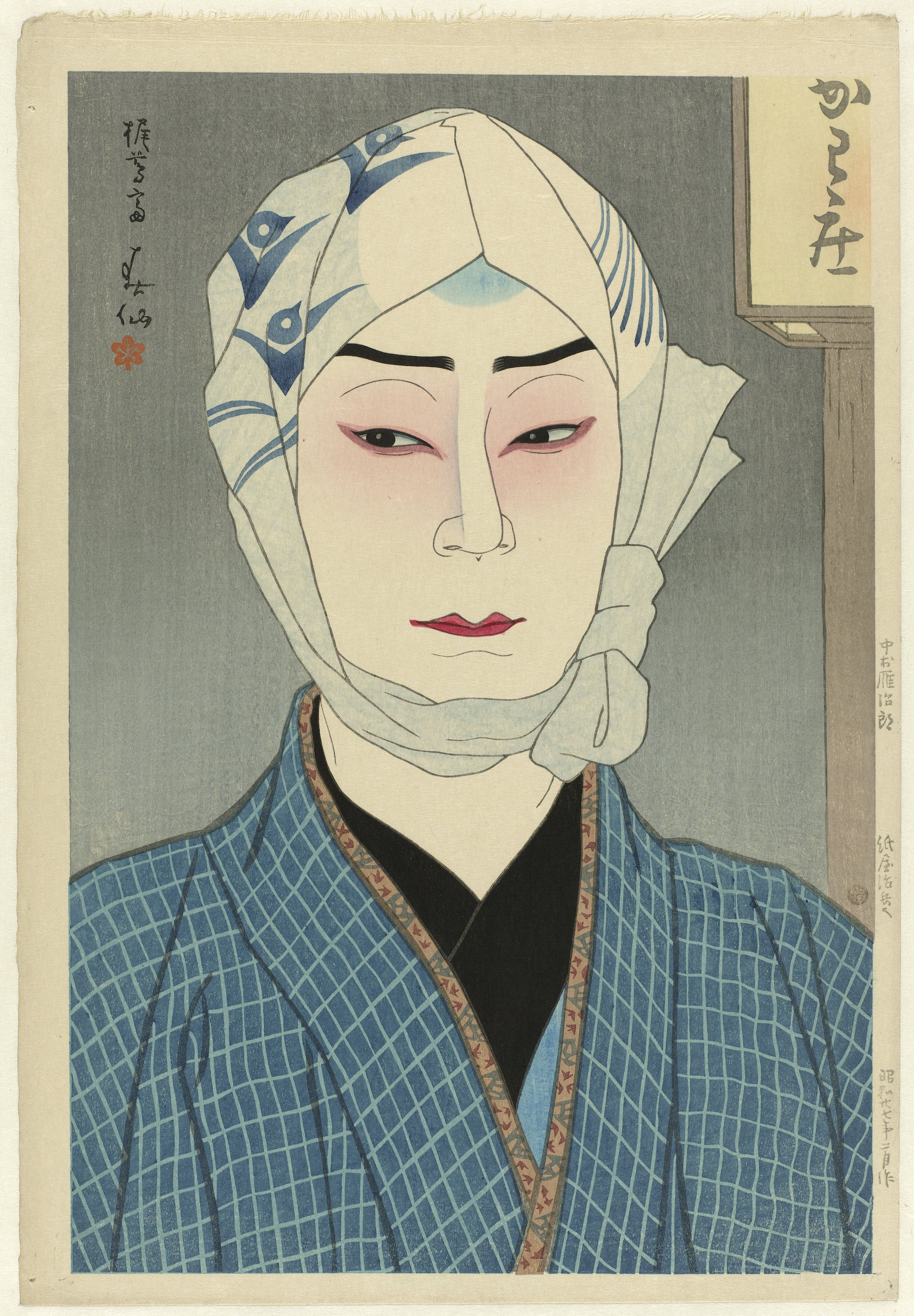
「二世中村鴈治郎の紙屋治兵衛」

名取 春仙（なとり しゅんせん、1886年（明治19年）2月7日 - 1960年（昭和35年）3月30日）は、明治から昭和時代の版画家、挿絵画家、浮世絵師、日本画家。

## 来歴
久保田米僊及び久保田金僊の門人。本名は芳之助。春僊、春川、黛子洞、梶蔦亭、青紫亭とも号す。山梨県中巨摩郡明穂村（現・南アルプス市小笠原）で、名取市四郎・みちの五男として生まれる。父・市太郎は両国屋という綿問屋で、雑貨なども商い、峡西地方の金融業・十圓社を興し、第十国立銀行創立の際にも若尾逸平らと共に資金を拠出、山梨県初代県議会議員の一人でもあった。ところが父の事業の失敗により、1歳の時東京に移る。1892年（明治25年）東京市立城東尋常高等小学校に入学。同窓の川端龍子、岡本一平、仲田勝之助とともに画才を認められていた。11歳の時、綾岡（池田）有真に日本画の基礎と着彩を習う。1900年（明治33年）14歳で米僊に、米僊失明後は金僊に学ぶ。1904年（明治37年）東京美術学校日本画撰科に入学、1905年（明治38年）福井江亭にも洋画も学び、平福百穂に私淑して中退する。
1902年（明治35年）、16歳の時、「秋色」、「霜夜」を第13回日本絵画協会展・第8回日本美術院連合共進会展に出品、「摘草」を第5回无声会展に出品した。同年、真美会に出品した水墨画「牧牛の図」が褒章を受けたのを始めとし、数多くの賞を受けた。1906年（明治39年）、20歳の時には日本美術院展に「海の竜神」を出品、入選している。同年、平福百穂、水野輝方らと実用図案社で働く。翌年、東京朝日新聞連載の二葉亭四迷の小説『平凡』の挿絵を描いたことが縁となり、1909年（明治42年）、同社に入社、1913年（大正2年）に退社するまでに夏目漱石の小説『虞美人草』や『三四郎』、『明暗』、『それから』などの挿絵を描いたことで、ジャーナリズムに認められ、以降、多くの挿絵を手掛けた。他には森田草平の『煤煙』や長塚節の『土』、島崎藤村の『春』、田山花袋の『小さな鳩』、泉鏡花の『白鷺』、石川啄木『一握の砂』（東雲堂書店、1910年）などの挿絵をしている。
1915年（大正4年）には小雑誌『新似顔』に役者絵を掲載した。翌1916年（大正5年）に京橋の画博堂で開催された第2回「劇画展覧会」に出品していた肉筆画「鴈治郎の椀久」が渡辺庄三郎の眼にとまり、渡辺版画店から役者絵「初代中村鴈治郎の紙屋治兵衛」を版行、これが春仙の最初の新版画作品であった。春仙の役者絵は、写実に基づきながらも、役者の美しさ、芝居の面白さを無視したものではなく、それが多少甘いと評される訳であるが、本作品の持つすっきりとした爽快感が評価され、代表作となった。その後、1917年（大正6年）には「梅幸のお富」を版行している。春仙の作品は後に「創作版画 春仙似顔絵集」にまとめられ、1925年（大正14年）から1929年（昭和4年）まで刊行された。この似顔絵集を見たドイツ大使ヴィルヘルム・ゾルフ、徳川頼貞、高見廉吉らは春仙に木版による肖像画を依頼、これらを制作した。春仙はおよそ100種以上の版画を作成、山村耕花とともに新版画の中で、役者大首絵を描いた代表的存在であった。他に肉筆画なども手掛けている。
1930年（昭和5年）にはアメリカの雑誌『アメリカンマガゲンオブアート』に伊東深水、川瀬巴水らとともに春仙の版画における功績を紹介されている。1950年代後半には富士山を「是即ち地球で第一の山」とたたえて、富士山を題材とした風景画を手掛けている。
1958年（昭和33年）2月、長女を肺炎で亡くし、1960年（昭和35年）3月30日午前7時、妻の繁子とともに青山の高徳寺境内名取家墓前で服毒自殺した。74歳没。法名は浄閑院芳雲春仙信士。遺書には、寺院へ迷惑をかけることの詫びと、将来、夫婦のどちらか一人だけが残されることは望まぬため、娘の傍で二人で逝くことにした旨が記されていた。
没後、1987年（昭和62年）に春仙の画業を顕彰するため民間有志が惜春会を結成。その4年後の1991年（平成3年）地元に「櫛形町立春仙美術館」が開館し
、町の合併に伴い「南アルプス市立春仙美術館」と改称、更に白根桃源美術館を吸収して「南アルプス市立美術館」となって現在に至る。

## 作品

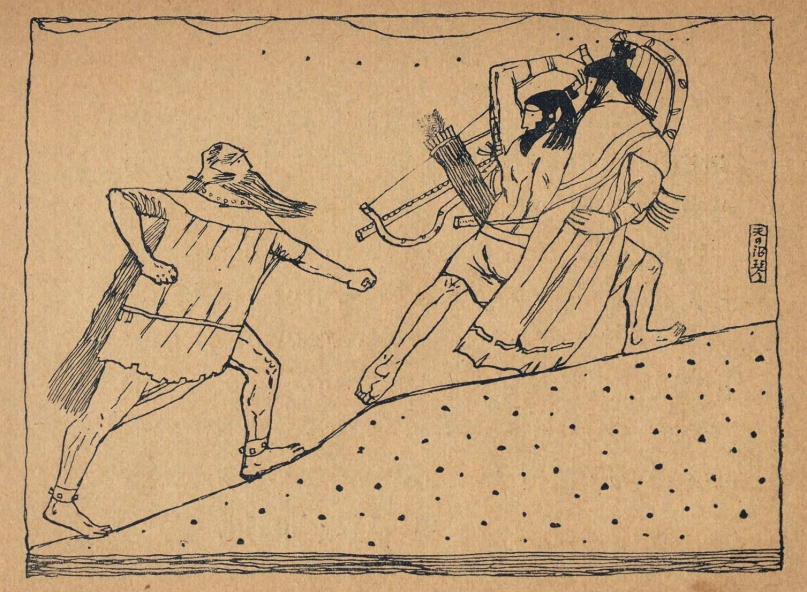
渋川玄耳著、春仙 絵『絵本日本の神様 : 古事記絵はなし』天の沼琴（1918年）
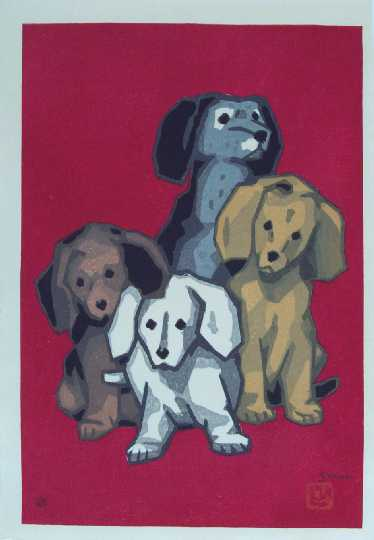
「四匹の子犬」（1950年代）
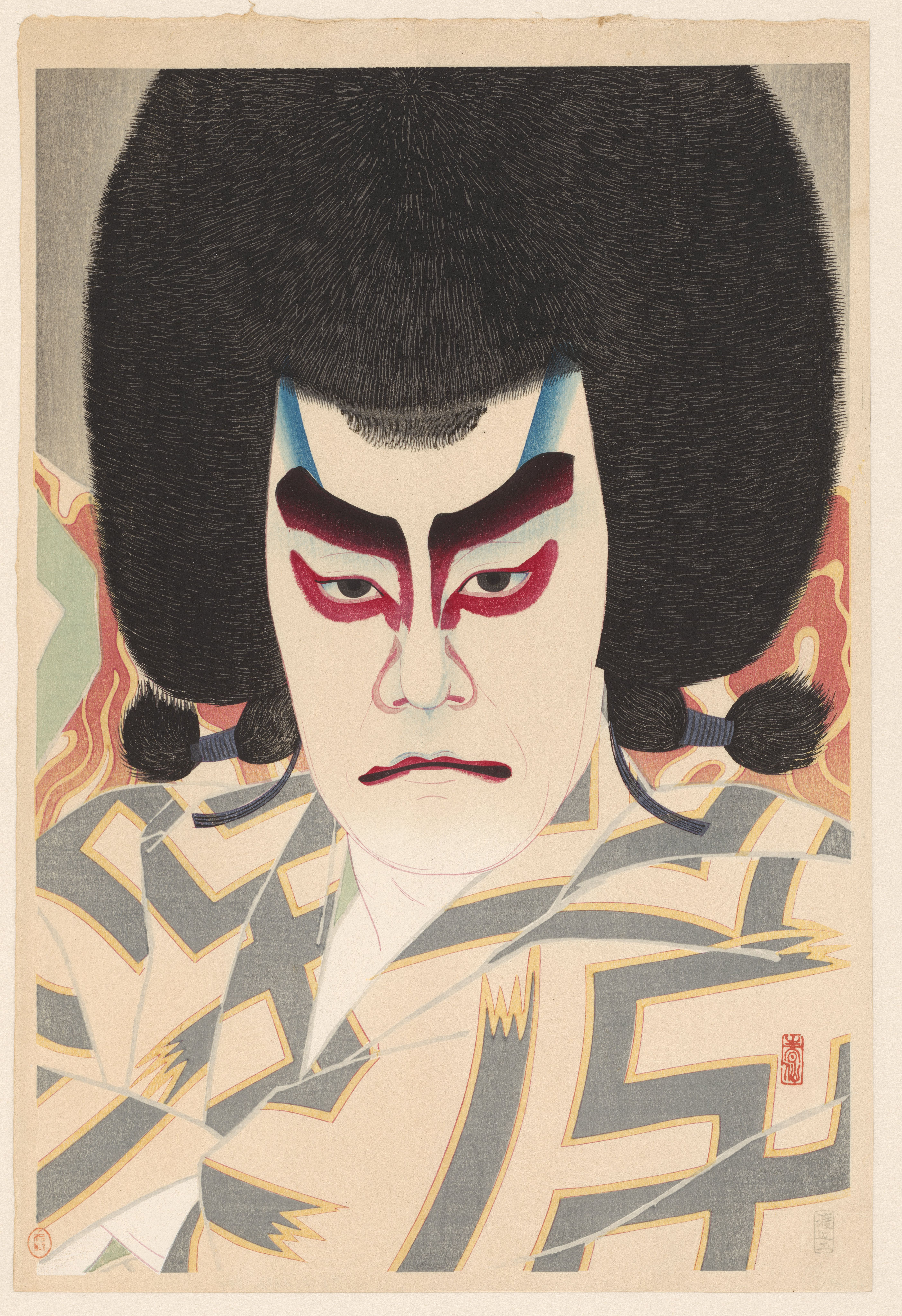
二世市川左團次「鳴神上人」
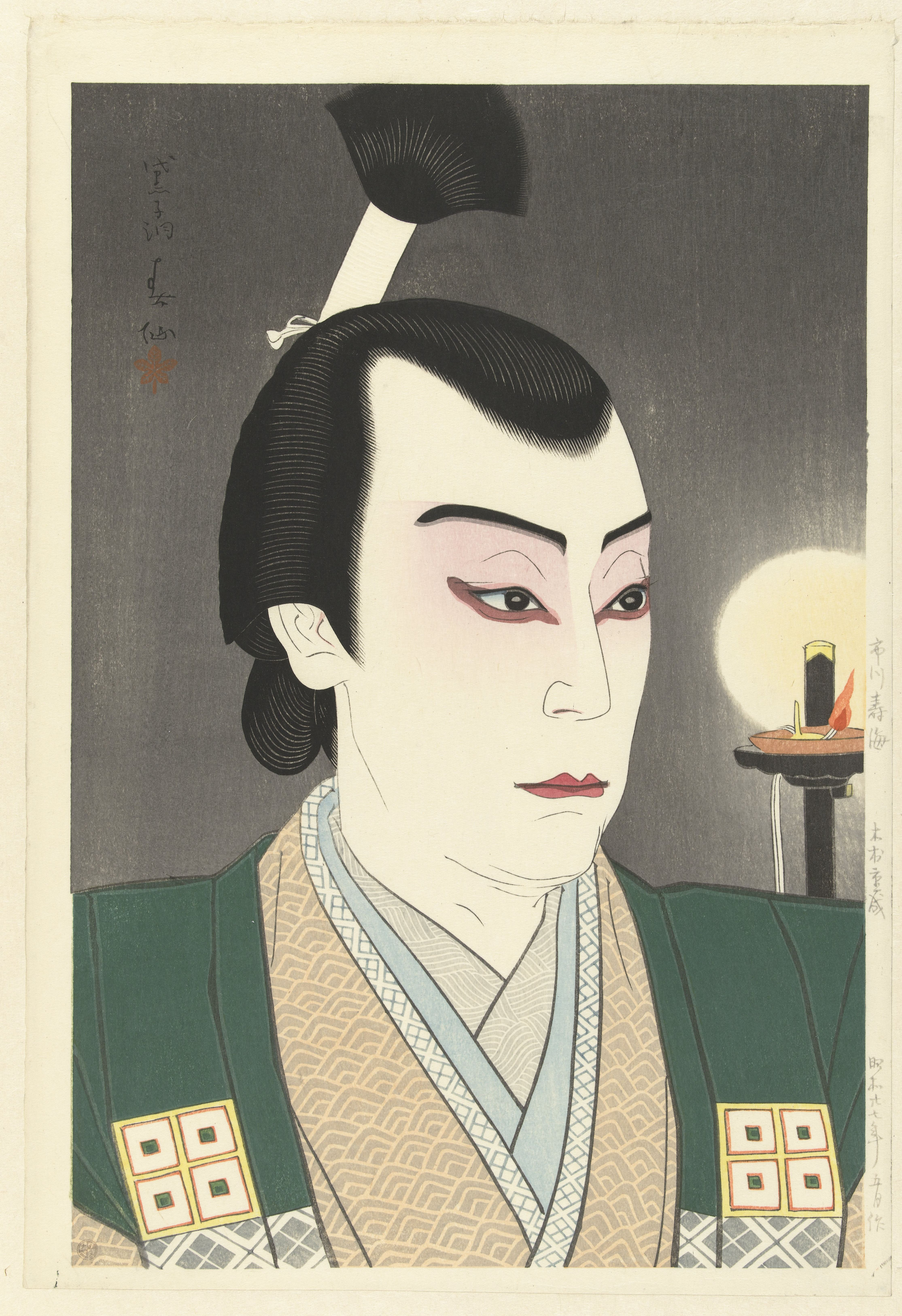
市川壽海「木村重成 」（1952年（昭和27年））

### 木版画
- 「初代中村鴈治郎の紙屋治兵衛」　木版画　千葉市美術館所蔵
- 「十五世市村羽左衛門の入谷の直侍」　木版画　アーサー・M・サックラー・ギャラリー所蔵　1925年（大正14年）
- 「六世尾上梅幸　油屋おこん」　木版画　東京国立近代美術館所蔵　1929年（昭和4年）

### 肉筆画
| 作品名                             | 技法     | 形状・員数 | 寸法（縦x横cm） | 所有者                 | 年代                 | 落款・印章 | 備考                                                   |
| ---------------------------------- | -------- | ---------- | --------------- | ---------------------- | -------------------- | ---------- | ------------------------------------------------------ |
| 南洋探検                           | 著色     | 二曲一隻   | 148.0x145.0     | 個人                   | 1911年（明治44年）   |            |                                                        |
| 大河内傳次郎 丹下左膳              |          | 二曲一隻   | 136x116         | 大河内山荘             | 1933年（昭和8年）    |            | 松坂屋で開催された日活左膳展出品                       |
| 久成寺四六堂 大絵馬                | 板地著色 | 絵馬4面    | 60.0x240.0      | 久成寺（南アルプス市） | 1935年（昭和10年）   |            | 左から順に小笠原長清、八重垣姫、日蓮、遊女江口を描く。 |
| 再挙                               | 紙本著色 |            | 130.0x178.0     | 春仙美術館             | 1936年（昭和11年）   |            | 改組第一回帝国美術院展出品                             |
| 春興鏡獅子図                       |          | 六曲一隻   | 172.0x376.0     | 山梨県立美術館         | 1941年（昭和16年）   |            |                                                        |
| 義経歌舞伎屏風                     |          | 六曲一隻   | 168.0x366.0     | 山梨県立美術館         | 1950年（昭和25年）頃 |            |                                                        |
| Actor Nakamura Ganjirō II as Manno | 絹本著色 | 1幅        | 122.2x20        | ミネアポリス美術館     | 1954年（昭和29年）頃 |            |                                                        |
| 取り入れ                           |          |            | 160x130         | 白雲楼ホテル旧蔵       | 制作年不詳           |            |                                                        |
| 石橋                               | 金地著色 | 六曲一隻   | 136.0x306.0     | 春仙美術館             | 制作年不詳           |            |                                                        |
| 鏡獅子図                           | 金地著色 | 四曲一隻   | 87.5x241.5      | 個人                   | 制作年不詳           |            |                                                        |

## 参考図書
展覧会図録
- 『浮世絵歌舞伎画ー最後の巨匠 名取春仙展』 櫛形町立春仙美術館、1991年
- 山田耕三監修 『名取春仙 櫛形町立春仙美術館所蔵名取春仙作品目録』 櫛形町立春仙美術館発行、2002年
- 東京都江戸東京博物館編 『よみがえる浮世絵　うるわしき大正新版画展』 東京都江戸東京博物館　朝日新聞社、2009年
- 向山富士雄監修 矢野晴代編集 『開館25周年記念「生誕130年 名取春仙」展』 南アルプス市立美術館、2016年10月

概説書・事典類
- 吉田漱 『浮世絵の基礎知識』 雄山閣、1987年
- 吉田漱 『浮世絵の見方事典』 北辰堂、1987年
- 国際浮世絵学会編 『浮世絵大事典』 東京堂出版、2008年